# Richard Byrd
Contraamiralul Richard Evelyn Byrd, Jr., USN (n. 25 octombrie 1888 – d. 11 martie 1957) a fost un ofițer american de marină, specializat în explorări. A fost un pionier al aviației americane, explorator polar și organizator de logistică pentru expediții polare. Zborurile aviatice în care a servit drept navigator și lider de expediție, au traversat Oceanul Atlantic, un segment din Oceanul Arctic, și o parte din Antarctica. Byrd a susținut că expedițiile sale au fost primele care au ajuns la Polul Nord și la Polul Sud pe calea aerului. Afirmația privind Polul Sud este în general susținută de un consens al celor care au analizat probele. Byrd a primit Medalia de Onoare, cea mai înaltă distincție pentru eroism acordată de Statele Unite.

## Strămoșii și familia
A fost descendent al uneia dintre primele familii de imigranți europeni din Virginia. Printre strămoșii lui se numărau proprietarii de plantații John Rolfe și soția sa Pocahontas, William Byrd II de la Westover Plantation, care a înființat orașul Richmond, și Robert "King" Carter, guvernator colonial. A fost frate cu guvernatorul Virginiei și senatorul SUA Harry F. Byrd, figură dominantă din Partidul Democrat din Virginia între anii 1920 și 1960; tatăl lor a fost o vreme speaker al Camerei Delegaților din Virginia.
Amiralul Byrd s-a căsătorit (la 20 ianuarie 1915) cu Marie Donaldson Ames (el a botezat un teritoriu antarctic descoperit de el „Țara Marie Byrd” după ea) și împreună au avut patru copii:
- Richard Evelyn Jr., (cu nepoții Richard Byrd, Leverett S. Byrd, Ames Byrd și Harry Flood Byrd II)
- Evelyn Bolling Byrd Clarke (nepoții Evelyn Byrd Clarke, Marie Ames Clarke, Eleanor Clarke și Richard Byrd Clarke)
- Catherine Agnes Byrd Breyer (nepoții Robert Byrd Breyer și Katherine Ames Breyer)
- Helen Byrd Stabler (nepoții David Stabler și Ann Blanchard Stabler)

## Educația și serviciul în marină
Byrd a învățat la Virginia Military Institute înainte ca circumstanțele financiare să-i determine transferul la United States Naval Academy în 1912. A învățat să piloteze în Primul Război Mondial în timpul serviciului în cadrul Marinei Statelor Unite. Și-a dezvoltat o pasiune pentru zbor, și a inventat tehnici de pilotaj deasupra oceanului, inclusiv unele aparate, cum ar fi indicatoare de curenți și sextanți cu bule de aer. Expertiza sa în acest domeniu a dus la numirea sa în echipa ce a planificat calea de zbor a primului zbor transatlantic al Marinei Statelor Unite, din 1919. Dintre cele trei bărci zburătoare care au pornit la drum, doar avionul NC-4 al lui Albert Read a terminat călătoria, proiectul devenind astfel primul zbor transatlantic.

## Zborul din 1926 peste Polul Nord și controversele
La 9 mai 1926, Byrd și pilotul Floyd Bennett au încercat să zboare peste Polul Nord într-un trimotor Fokker F-VII denumit Josephine Ford. Zborul a pornit din Spitsbergen (Svalbard) și a revenit la aerodromul de pe care a decolat. Byrd a susținut că a ajuns la pol. Reușita i-a adus lui Byrd multe laude, precum și Medalia de Onoare, precum și fonduri pentru următoarele tentative de a zbura peste Polul Sud.
Din 1926 și până în 1996, au existat controverse și îndoieli cu privire la veridicitatea reușitei lui Byrd de a ajunge deasupra Polului Nord. În 1958, aviatorul și exploratorul american de origine norvegiană Bernt Balchen a pus sub semnul întrebării succesul lui Byrd pe baza experienței sale cu privire la viteza avionului. În 1971, Balchen a speculat că Byrd ar fi călătorit în cerc, fără țintă, fără a vedea uscatul.
Publicarea în 1996 a jurnalului lui Byrd ce relatează zborul din 9 mai 1926 a dus la dezvăluirea unor date de sextant șterse (dar lizibile) ce diferă de datele din raportul scris la mașină de Byrd în 22 iunie și transmis National Geographic Society. Byrd a citit pe sextant poziția Soarelui la 7:07:10 GCT. Înregistrarea din jurnal arată că altitudinea solară aparentă observată de el a fost 19°25'30", în vreme ce în raportul oficial ulterior poziția la ora 7:07:10 pare să fi fost 18°18'18".
Pe baza acestei informații și a altor date din jurnal, Dennis Rawlins a concluzionat că Byrd a manevrat cu acuratețe și a zburat circa 80% din distanța până la Pol înainte de a se întoarce din cauza unei scurgeri de ulei, și că apoi și-a falsificat raportul oficial pentru a susține că a reușit să ajungă la pol. Alții nu sunt de acord cu Rawlins. În 1998, colonelul William Molett, un navigator experimentat, a publicat „Due north?”, lucrare în care susține că Rawlins dă prea multă importanță unor calcule navigaționale șterse ce pot fi explicate în multe alte feluri, inclusiv vântul favorabil și eroarea umană cauzată de stress și de lipsa de somn.

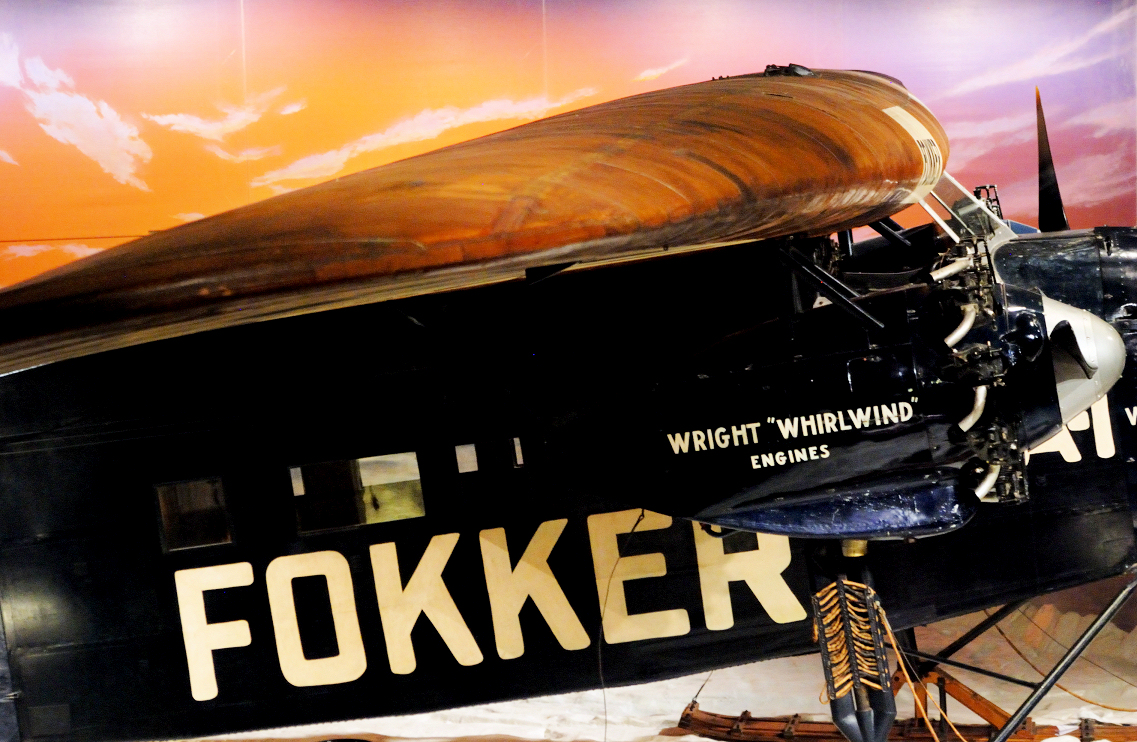
Avionul Fokker FVIIa/3M – "Josephine Ford", expus la The Henry Ford Museum

Acceptând că datele în contradicție din raportul dactilografiat impun viteze către nord și către sud mai mari decât viteza maximă a avionului de 136 km/h, un alt apărător al lui Byrd afirmă că un anticiclon ce se îndrepta spre vest a mărit viteza față de sol a lui Byrd și la dus și la întors, permițând ca distanța să fie acoperită în timpul înregistrat. Teoria se bazează pe respingerea datelor de sextant scrise de mână în favoarea celor corectate ulterior și scrise la mașină. 
Această sugestie a fost contrazisă de Dennis Rawlins
care adaugă că datele de sextant din raportul oficial inițial, nedisponibil, sunt toate date cu precizie de o secundă, ceea ce era imposibil cu sextantele Marinei disponibile în 1926, fiind diferită de precizia datelor din jurnalul lui Byrd pentru zborurile din 1925 și 1926, care erau date cu precizie de o jumătate sau un sfert de minut.
Unele surse susțin că Floyd Bennett și Byrd ar fi dezvăluit ulterior, în discuții private, că nu au ajuns la pol. O sursă afirmă că Floyd Bennett i-a spus apoi unui coleg pilot că nu au ajuns la pol. S-a afirmat apoi și că Byrd și-ar fi mărturisit eșecul expediției la Polul Nord într-o plimbare lungă efectuată împreună cu dr. Isaiah Bowman în 1930.
Dacă Byrd și Bennett nu au ajuns la Polul Nord, este extrem de probabil că primul zbor peste pol a fost cel al dirijabilului Norge, din mai 1926, cu echipajul format din Roald Amundsen, Umberto Nobile, Oscar Wisting și alții. Acest zbor a plecat din Spitsbergen (Svalbard) către Alaska și nu a făcut opriri, așa că nu este loc de îndoială că ei chiar au trecut peste Polul Nord. Amundsen și Wisting fuseseră și membri ai primei expediții care a atins Polul Sud la 14 decembrie 1911.

## Zborul transatlantic din 1927

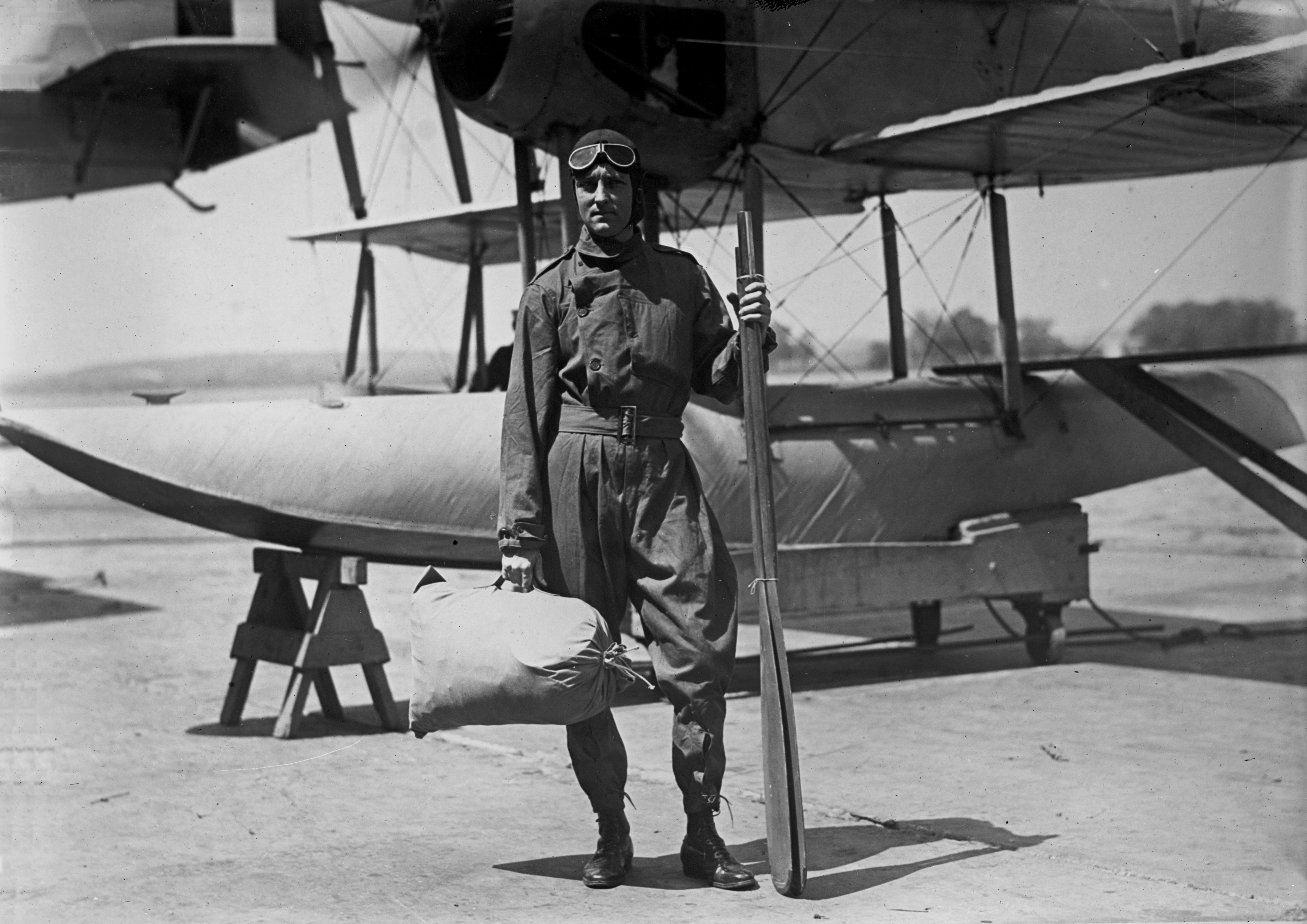
Lt. com. Byrd şi avionul său

În 1927 încă nu se realizase un zbor non stop peste Oceanul Atlantic. Byrd a anunțat că avea susținere din partea companiei „American Trans-Oceanic Company, Inc.”, înființată în 1914 de Rodman Wanamaker în scopul de a construi avionul care să efectueze lunga călătorie. Byrd a fost unul din mai mulți aviatori care au încercat să câștige Premiul Orteig în 1927 pentru primul zbor fără oprire între Statele Unite și Franța. Zborul său a fost sponsorizat de proprietarul de lanț de magazine Rodman Wanamaker.
Din nou, Byrd l-a numit pe Floyd Bennett pilot principal, cu susținere din partea lui Bernt Balchen, Bert Acosta și George Noville. La o decolare de antrenament cu Tony Fokker în control și cu Bennett în scaunul de copilot, trimotorul Fokker F.VII, America, s-a prăbușit, rănindu-l grav pe Bennett și ușor pe Byrd. În timp ce avionul era în reparații, premiul a fost adjudecat de Charles Lindbergh. Dar Byrd și-a continuat tentativele, numindu-l pe Balchen în locul lui Bennett ca pilot. Byrd, Balchen, Acosta și Noville au decolat de la Roosevelt Field East Garden City, New York la 29 iunie 1927. Ajunși deasupra Franței, nu au putut ateriza la Paris din cauza plafonului de nori; ei s-au întors atunci pe coasta Normandiei, aterizând forțat lângă Ver-sur-Mer la 1 iulie 1927.
După întoarcerea în SUA, Byrd a scris un articol pentru ediția din august 1927 a revistei Popular Science Monthly în care a prezis că deși un avion special modificat cu unul sau trei membri ai echipajului ar putea zbura non-stop peste Atlantic, va mai dura circa 20 de ani până când se vor putea efectua zboruri comerciale pe scară largă.

## Prima expediție în Antarctica, 1928–1930

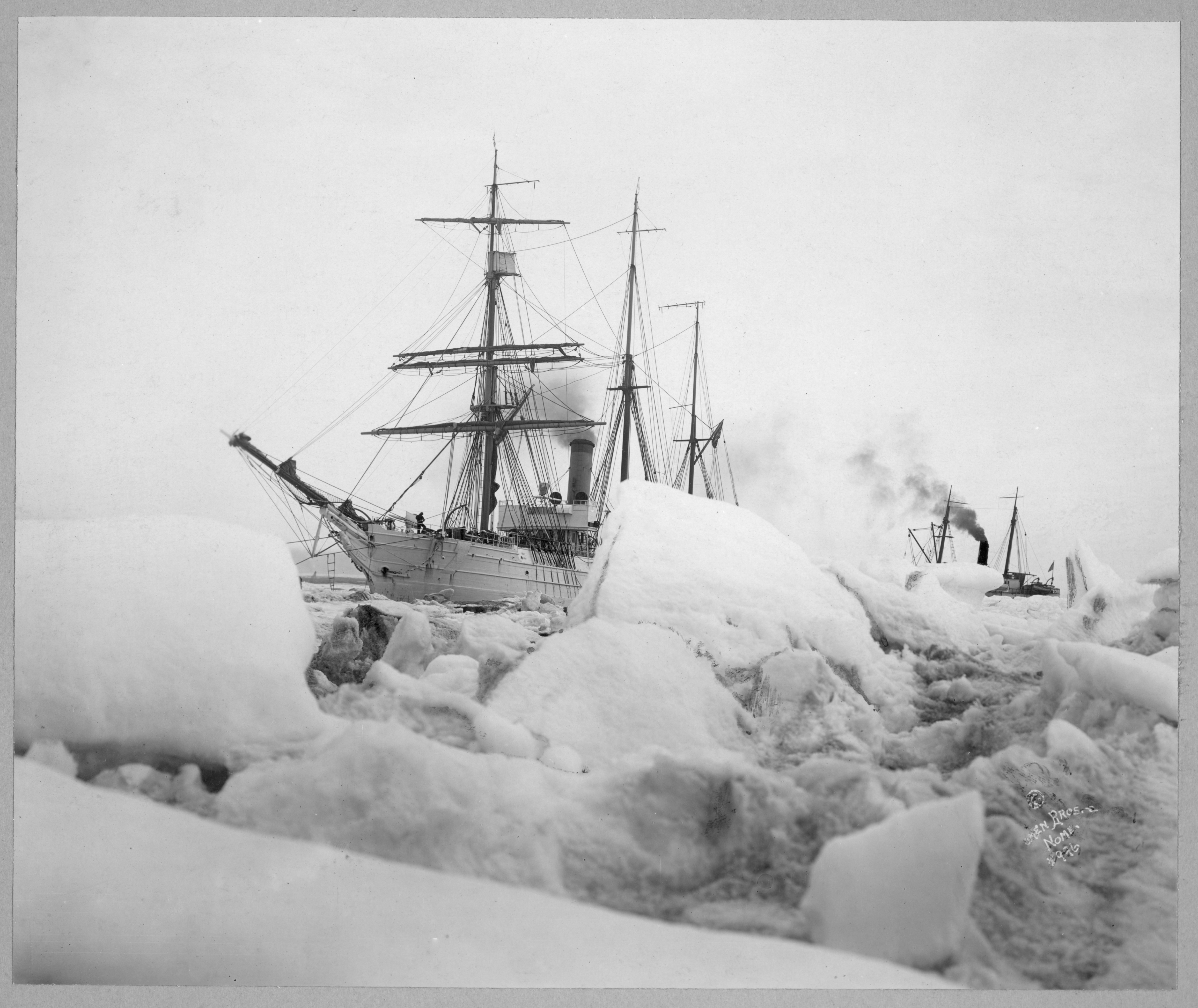
Expediţia lui Byrd

În 1928, amiralul Byrd și-a început prima expediție în Antarctica cu două vase și trei avioane: vasul-amiral al expediției, The City of New York; un Ford Trimotor denumit Floyd Bennett (după pilotul recent decedat care zburase în anterioarele expediții ale lui Byrd); un Fairchild FC-2W2, NX8006, construit în 1928, botezat „Stars And Stripes” (astăzi expus la Virginia Aviation Museum, împrumutat de la National Air and Space Museum); și un monoplan Fokker Universal botezat Virginia (statul natal al lui Byrd). Tabăra de bază a fost botezată „Little America” și se afla pe bariera de gheață Ross și au început expediții științifice cu rachete de zăpadă, sania cu câini, snowmobilul și cu avionul. S-au efectuat expediții geologice și fotografice pe toată durata verii dintre 1928 și 1929, și s-a menținut în permanență contactul prin radio cu restul lumii. După prima iarnă, expedițiile s-au reluat și, la 28 noiembrie 1929, s-a lansat celebrul zbor până la Polul Sud și înapoi. Byrd, împreună cu pilotul Bernt Balchen, copilotul Harold June și fotograful Ashley McKinley, au zburat în trimotorul Ford până la Polul Sud și înapoi în 18 ore și 41 de minute. Au întâmpinat dificultăți la ridicare, și a trebuit să abandoneze rezervoarele goale de combustibil, precum și proviziile de urgență, pentru a se putea ridica suficient deasupra Platoului Polar. Zborul a fost însă reușit, și l-a introdus pe Byrd în cărțile de istorie. După o nouă vară de explorări, expediția a revenit în America de Nord la 18 iunie 1930.
Byrd, devenit deja o celebritate de talie internațională, pionier american al explorărilor polare și al aviației, a fost o vreme președinte național onorific (1931–1935) al societății Pi Gamma Miu, societate din domeniul științelor sociale. În 1928, a purtat drapelul societății într-o expediție istorică în Antarctica pentru a dramatiza spiritul de aventură în necunoscut, caracteristic științelor naturale și sociale.

## Ulterioarele expediții antarctice ale lui Byrd

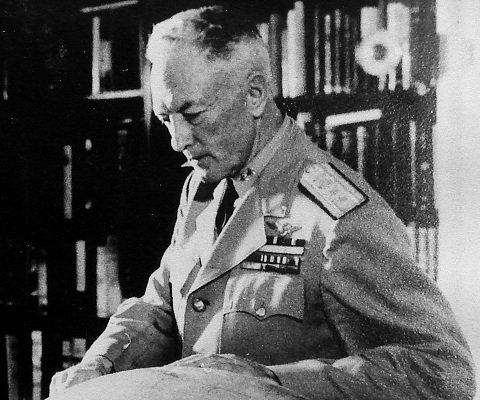
Amiralul Byrd (circa 1955)

Byrd a mai efectuat patru expediții în Antarctica, în perioadele 1933–35, 1939–40, 1946–47 și 1955–56.
Ca ofițer de rang înalt al Marinei SUA, Byrd a servit în timpul celui de al Doilea Război Mondial (1941–45), în principal fiind consultant al comandanților Marinei.
La a doua expediție, în 1934, Byrd a stat singur cinci luni, iarna, operând o stație meteo, Advance Base, din care a scăpat cu viață la limită după ce s-a intoxicat cu monoxid de carbon din cauza unei sobe prost ventilate. Transmisiunile radio neobișnuite efectuate de Byrd i-au alarmat pe cei de la tabăra de bază, care au încercat să ajungă la Advance Base. Primele două tentative au eșuat din cauza zăpezii, a întunericului și a problemelor mecanice. În cele din urmă, dr. Thomas Poulter, E.J. Demas și Amory Waite au ajuns la Advanced Base, unde l-au găsit pe Byrd într-o stare foarte proastă. Ei au rămas la Advanced Base până la 12 octombrie când un avion de la tabăra de bază a sosit și i-a luat pe dr. Poulter și pe Byrd. Restul grupului s-a întors la tabăra de bază cu tractorul. Această expediție este descrisă de Byrd în lucrarea sa autobiografică Singur (Alone). Ea este comemorată și de un timbru emis în acea vreme.

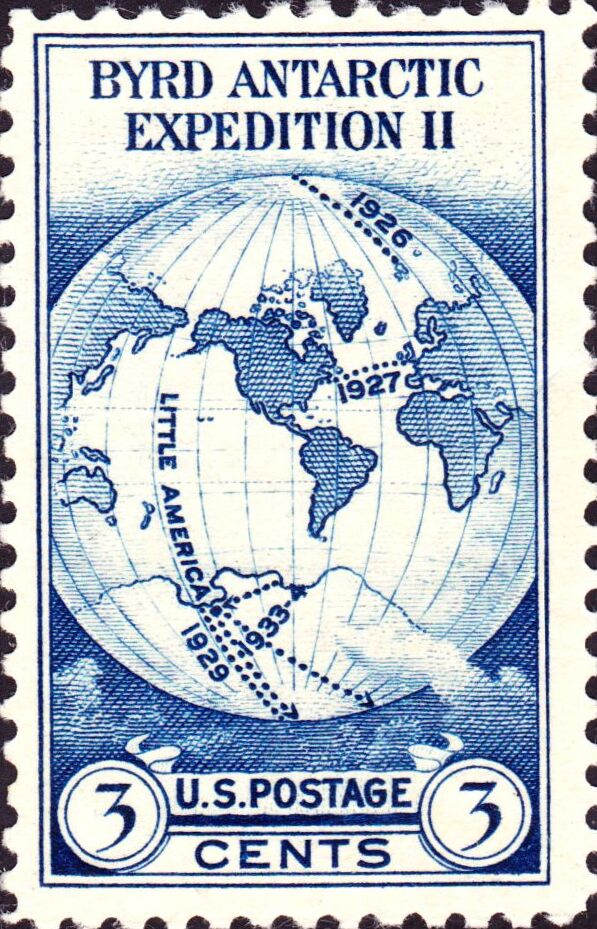
Emisia filatelică Byrd Antarctic expedition 1933

La sfârșitul lui 1938, Byrd a vizitat Hamburgul și a fost invitat să participe la expediția antarctică germană „Neuschwabenland” (Suabia Nouă) din 1938–1939, dar a refuzat.
A treia expediție a lui Byrd a fost prima în care a fost oficial susținut de guvernul SUA. Proiectul includea studii extensive de geologie, biologie, meteorologie și explorări. În câteva luni, în martie 1940, Byrd a fost reactivat ca ofițer în stafful șefului de operațiuni navale. Expediția în Antarctica a continuat fără el. Între 1942 și 1945 a condus misiuni importante în Pacific, inclusiv misiuni de studiu a unor insule izolate pentru posibilitatea construirii de aerodromuri. Într-una din misiuni a vizitat și frontul din Europa. A fost în repetate rânduri lăudat pentru serviciu merituos și a fost prezent la capitularea Japoniei.
A patra expediție, Operation Highjump, a rămas până astăzi cea mai mare expediție antarctică din istorie. În 1946, secretarul american al Marinei James Forrestal a adunat o uriașă forță navală de amfibii pentru o expediție antarctică ce urma să dureze șase–opt luni. Pe lângă nava-amiral USS Mount Olympus⁠(en)[traduceți] și portavionul USS Philippine Sea⁠(en)[traduceți], ea conținea treisprezece vase de suport ale Marinei, șase elicoptere, șase bărci zburătoare, două operatoare de hidroavion și cincisprezece alte avioane. Numărul total al personalului implicat a fost de peste 4.000 de oameni. Grupul a sosit în Marea Ross la 31 decembrie 1946, și a efectuat observații aeriene asupra unei zone întinsă cât jumătate din Statele Unite, cartografiind zece noi lanțuri muntoase. Zona principală acoperită a fost coasta de est a Antarcticii de la 150 de grade longitudine estică până la meridianul Greenwich.
Ca parte a colaborării multinaționale pentru Anul Geofizic Internațional (IGY) 1957–58, Byrd a comandat Operation Deep Freeze I în 1955–56, care a înființat baze permanente în Antarctica la strâmtoarea McMurdo, Golful Balenelor și la Polul Sud.

## Moartea
Byrd a murit de inimă, în somn, la 11 martie 1957, în casa sa din Brimmer Street din Boston. A fost înmormântat la Cimitirul Național Arlington.

## Distincții și onoruri

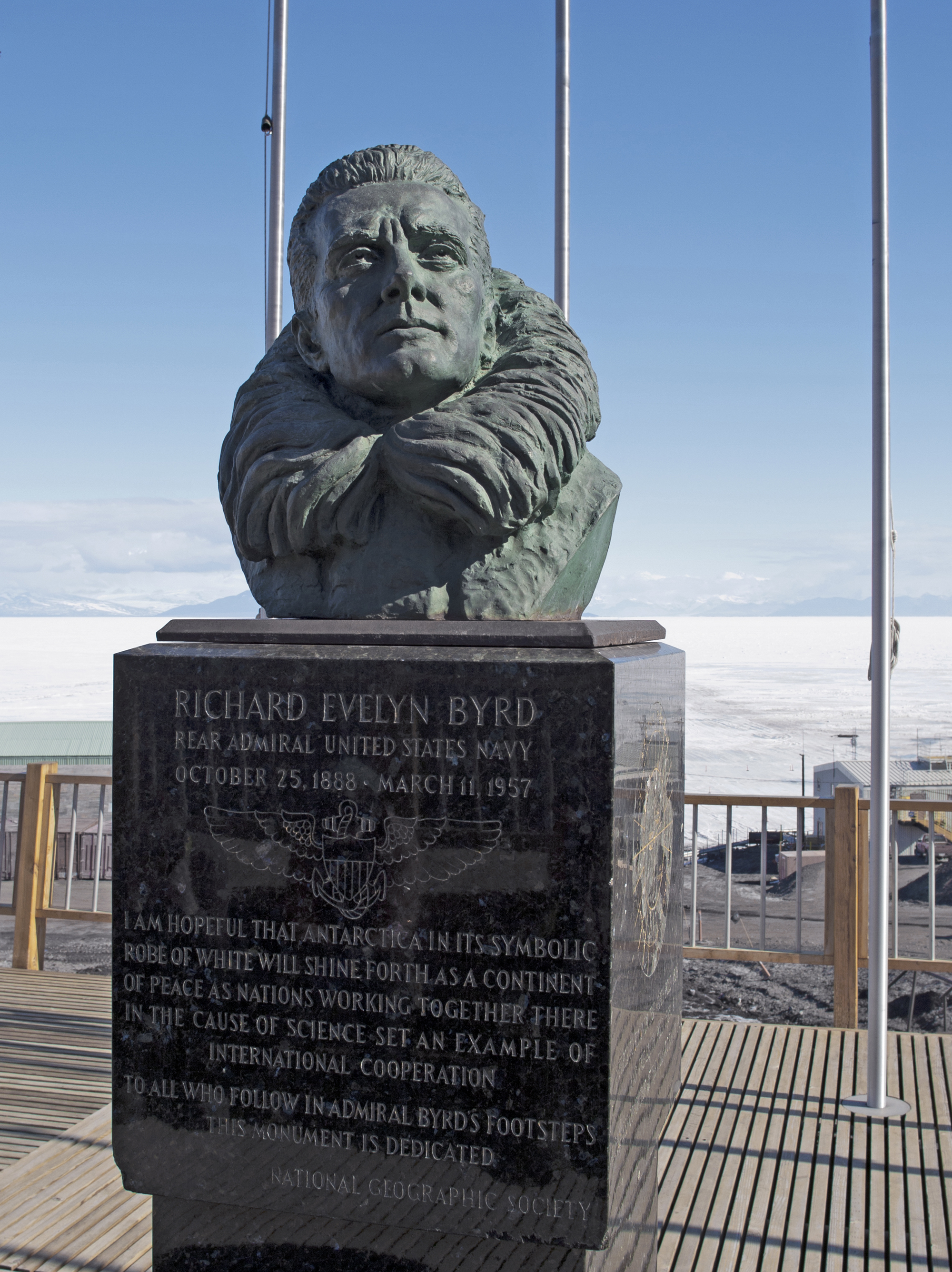
Bustul lui Richard E. Byrd realizat de Felix de Weldon, la stația McMurdo.

Până la moartea sa, fusese distins de douăzeci și două de ori, din care de nouă ori pentru curaj și de două ori pentru eroism extraordinar în salvarea vieților altora. În plus, el a primit Medalia de Onoare, Lifesaving Medal, Navy Distinguished Service Medal, Distinguished Flying Cross, Crucea Marinei și a fost celebrat în trei parade.
În 1927, Boy Scouts of America l-a făcut pe Byrd cercetaș onorific, o nouă categorie de cercetași înființată în același an. Această distincție era acordată „cetățenilor americani ale căror realizări în activitățile în aer liber, explorări și aventuri sunt atât de excepționale încât captivează imaginația băieților...”. Ceilalți optsprezece care au primit această distincție au fost: Roy Chapman Andrews; Robert Bartlett; Frederick Russell Burnham; George Kruck Cherrie; James L. Clark; Merian C. Cooper; Lincoln Ellsworth; Louis Agassiz Fuertes; George Bird Grinnell; Charles A. Lindbergh; Donald Baxter MacMillan; Clifford H. Pope; George P. Putnam; Kermit Roosevelt; Carl Rungius; Stewart Edward White; Orville Wright.

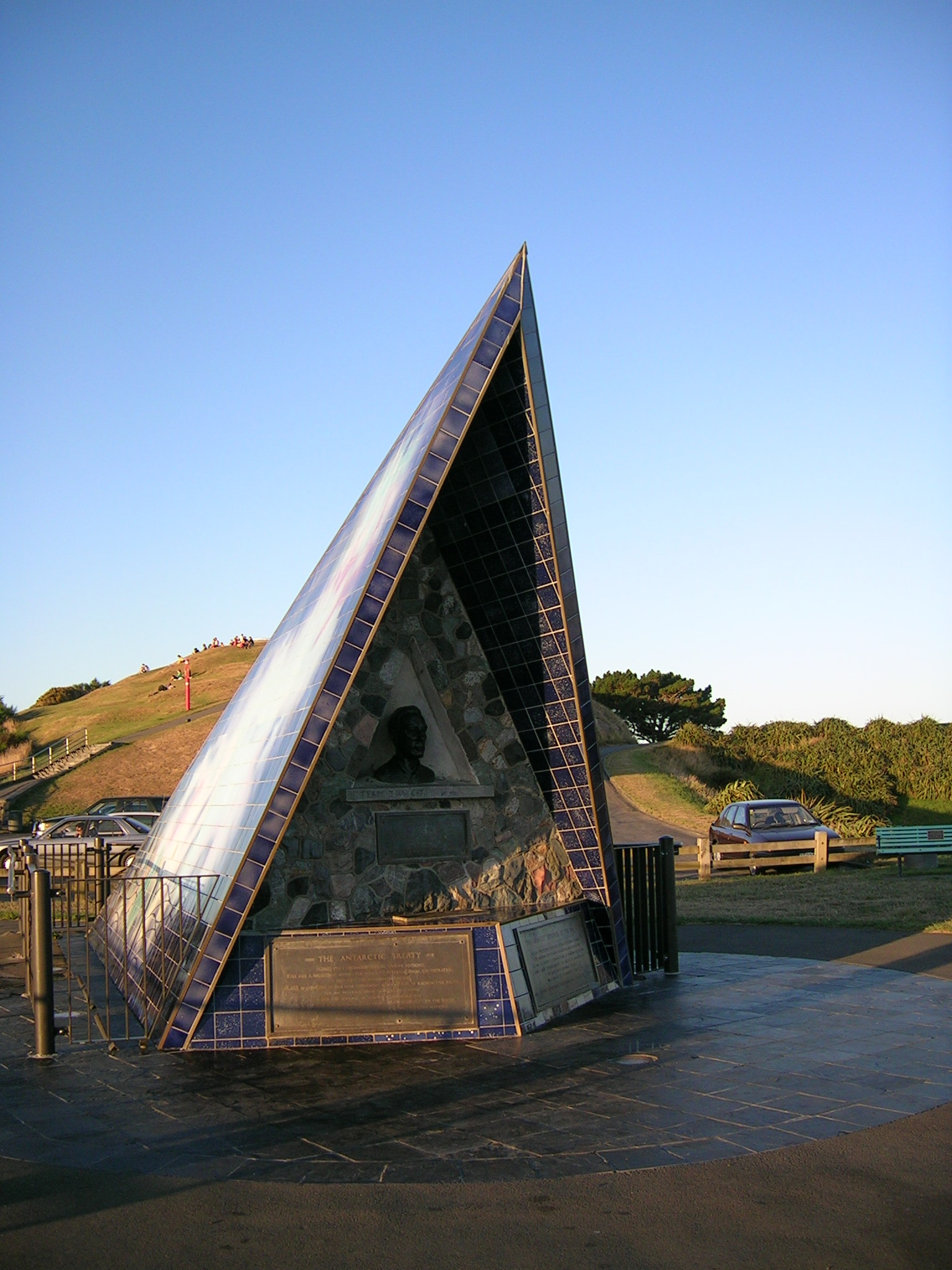
Monumentul lui Byrd de la Mount Victoria, Wellington, Noua Zeelandă

Tot în 1927, primăria Richmond a dat numele lui Richard Evelyn Byrd, actualului aeroport internațional din Richmond, aflat la Henrico County, Virginia. Avionul Fairchild FC-2W2, NX8006, al lui Byrd, „Stars And Stripes” este expus la Virginia Aviation Museum, aflat în partea de nord a aeroportului, împrumutat fiind de la National Air and Space Museum din Washington, D.C.
După el este denumit și craterul lunar Byrd, ca și vasul cargo Format:USNS, precum și distrugătorul cu rachete ghidate din clasa Charles F. Adams USS Richard E. Byrd (DDG-23)⁠(en)[traduceți]
În Glen Rock, New Jersey, școala Richard E. Byrd poartă acest nume încă din 1931. Centrul de Cercetări Polare de la Universitatea Statului Ohio din Columbus poartă numele amiralului Byrd din 1984. În 1958, biblioteca Richard Byrd, o parte a bibliotecii publice a comitatului Fairfax, s-a deschis la Springfield, Virginia. O altă școală gimnazială denumită „amiralul Richard E. Byrd”, aflată în comitatul Frederick, Virginia, s-a deschis la 2005, și este decorată cu fotografii și scrisori din viața și cariera lui Byrd.
Monumente în memoria lui Byrd se găsesc în două orașe din Noua Zeelandă (Wellington și Dunedin). Byrd a folosit Noua Zeelandă drept punct de plecare în mai multe din zborurile sale deasupra Antarcticii.
A cincizecea aniversare a primului zbor al lui Byrd deasupra Polului Sud a fost comemorată cu un set de două timbre emise în Teritoriul Antarctic Australian în 1979.
În 2001, transmisiunile radio de voce în unde scurte pe distanțe mari, efectuate în expediția antarctică a lui Byrd din 1934, au fost clasificate ca IEEE Milestone.